# Mariano Francisco Saynez Mendoza

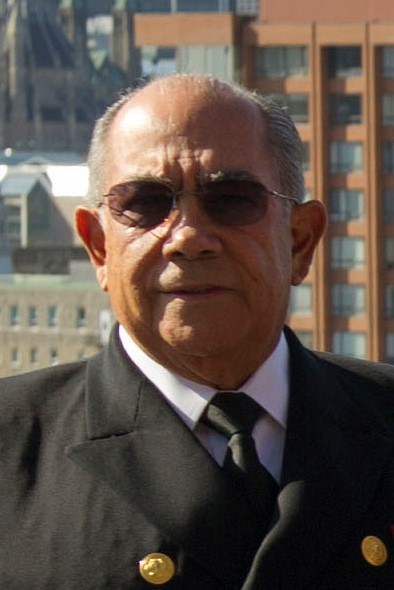
Mariano Francisco Saynez Mendoza

Mariano Francisco Saynez Mendoza (Veracruz, 20 september 1942 - Mexico-Stad, 4 november 2020) was een Mexicaans militair. Van 2006 tot 2012 was hij minister van Marine in de regering-Calderón.
Saynez sloot zich in 1959 aan bij de marine en studeerde in 1964 af aan de Heldhaftige Marineacademie. Saynez heeft gediend als commandant van de Mexicaanse vloot in de Golf van Mexico en later in de Grote Oceaan en heeft de rang van admiraal. Op 1 december 2006 werd hij door president Felipe Calderón aangewezen als minister. Hij bleef dat tot 30 november 2012.